# Station Nanteuil - Saâcy
Station Nanteuil-Saâcy is een spoorwegstation aan de spoorlijn Noisy-le-Sec - Strasbourg-Ville, gelegen in de Franse gemeente Saâcy-sur-Marne vlak bij de plaats Nanteuil-sur-Marne in het Franse departement Seine-et-Marne (Île-de-France).
Het station wordt geëxploiteerd door de SNCF, en er stoppen treinen van Transilien lijn P (Paris-Est).

## Ligging
Het station ligt op 73,816 km van Parijs, aan de spoorlijn Noisy-le-Sec - Strasbourg-Ville, tussen de stations La Ferté-sous-Jouarre en Nogent-l'Artaud - Charly.

## Geschiedenis
Het station werd op 26 augustus 1849 geopend door de Compagnie des chemins de fer de l'Est bij de opening van de sectie Meaux - Épernay. Sinds zijn oprichting is het eigendom van de SNCF.

## Reizigersaantallen
Het station kent meer dan 3000 reizigers per dag.

## Diensten
Op het station stoppen treinen van Transilien lijn P. De treinen rijden tussen Parijs en Château-Thierry, en rijden non-stop tussen Parijs en Meaux.

## Vorig en volgend station
| Richting  | Vorig station         | Lijn    | Volgend station        | Richting        |
| --------- | --------------------- | ------- | ---------------------- | --------------- |
| Paris-Est | La Ferté-sous-Jouarre | Trans P | Nogent-l'Artaud-Charly | Château-Thierry |